# شاهنشاهواند
شاهنشاهوند هو اسم عشيرة جيلاكية ملكية كانت تتجول في داخل دهشال في إيران. أحد أفراد العشيرة، هو ليلي بن النعمان، حكم كملك للجيليين في أوائل القرن العاشر حتى قُتل في عام 921 في معركة مع السامانيين.

## التاريخ

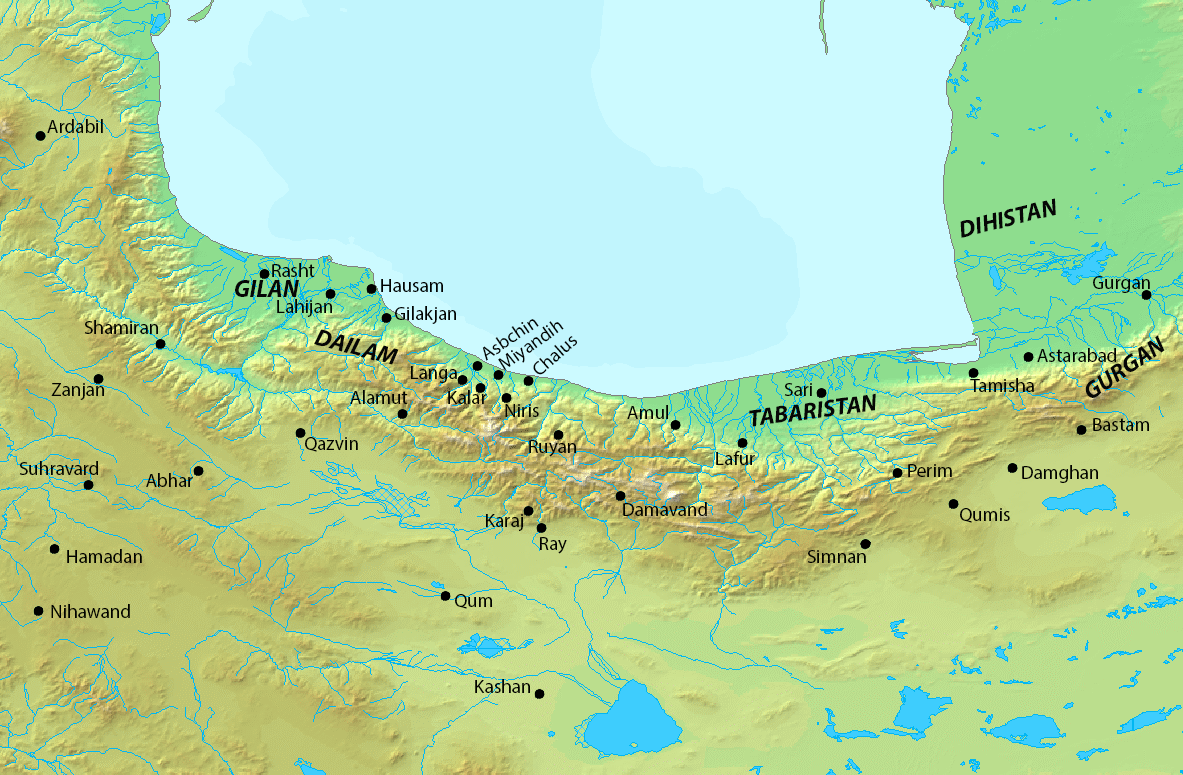
خريطة شمال إيران

ذُكرَت عشيرة شاهنشاهواند لأول مرة أثناء حكم تيرداد [الإنجليزية] كملك للجيليت في أوائل القرن العاشر.